# Gonçal de Silos
Gonçal (segle XI?) fou un monjo benedictí al monestir de Silos. És venerat com a beat per l'Església catòlica.

## Biografia
No sabem gairebé res de la seva vida. Al claustre del monestir, a l'ala d'occident, hi havia una inscripció que deia:
| « | Hic jacet humatus / vir omni vita beatus // Gonsalvus dictus / et cum iustis sic benedictus | » |

"Aquí jeu inhumat / un home tota la vida beat (sant) // Gonçal dit / i amb els justos sigui beneït"
La lloança de la santedat de Gonçal, de qui, d'altra banda, no se sabia res més, va fer que l'abat Jerónimo de Nebreda fes cercar les seves restes, que es trobaren en 1578. S'hi trobà un cos amb hàbit benedictí, embalsamat, i sense cap ni braços. Els monjos van interpretar que eren d'aquest Gonçal i que podria tractar-se, donada la falta dels membres, d'un màrtir o un home sant del que s'havien extret relíquies en el passat, i traslladaren les restes a l'interior de l'església, en 1687.
Ni tan sols se sap quan va viure, i alguns historiadors pensen que seria en els primers temps del monestir, sota l'abadia de Domènec de Silos.

## Veneració
Venerat possiblement poc després de la seva mort, el seu culte va quedar oblidat i no es reinicià fins al segle xvi, quan en foren trobades les restes. És considerat beat per l'Església catòlica, tot i que en algunes fonts és anomenat Sant Gonçal. La seva festivitat litúrgica és el dia 20 de desembre, com la de l'abat Domènec de Silos.